# 法比安·卢斯滕贝格
法比安·卢斯滕贝格（德語：Fabian Lustenberger，1988年5月2日—）是一位瑞士足球运动员，自2007年起效力于德甲俱乐部柏林赫塔，于场上司职中场。

## 俱乐部生涯
在代表卢塞恩参加职业联赛的首个赛季，卢斯滕贝格获得了时任主教练西里亚克·斯福扎越来越多的信任，他只用时半季便稳固了自己在中场的主力位置，并且是这支年轻球队的重要组成部分。
2007年8月，卢斯滕贝格以150万欧元的身价转会至德甲俱乐部柏林赫塔。同年12月9日，他在球队以2比1击败纽伦堡的比赛中射入了个人德甲首球。在该赛季，他共获得24次出场机会。尽管不是固定的首发球员，卢斯滕贝格在随后的两个赛季还是录得37次出场纪录，并且在柏林赫塔于2009-10赛季降级后选择继续留队。2010年夏天，他因伤病远离赛场达四个月之久。而在复出后的首场比赛，卢斯滕贝格被迫在最后8分钟临时客串守门员，以顶替被罚下场的马尔科·塞纳。2013年4月19日，他延长了与俱乐部的合同，直至2017年止。自2013-14赛季起，卢斯滕贝格获时任主教练的约斯·吕许凯委任为队长。

## 国家队生涯
2011年6月25日，卢斯滕贝格随瑞士21岁以下国家足球队获得了欧洲U-21足球锦标赛亚军。
2013年11月15日，他入选了由奥特马·希斯菲尔德执教的瑞士国家足球队，并在对阵韩国的友谊赛中首次登场亮相。

## 家庭
卢斯滕贝格的弟弟西蒙（Simon）也是一位足球运动员，现效力于位处瑞士第二级别联赛的伊巴赫。此外，他与效力于卢塞恩的前队友克劳迪奥·卢斯滕贝格并无血缘关系。
2013年5月31日，卢斯滕贝格在波茨坦的普丰斯特山与女友、即ProSieben电视台“夏季女孩”节目的佳丽之一莫妮克（Monique）完婚。此时他们已育有长子约纳斯·扬（Jonas Jan）。次子萨穆·约翰（Samu Johann）则是在2014年2月9日诞生。